# Uranotaenia iriartei
Uranotaenia iriartei är en tvåvingeart som beskrevs av Cova Garcia, Pulido F. och Escalante de Ugueto 1987. Uranotaenia iriartei ingår i släktet Uranotaenia och familjen stickmyggor.
Artens utbredningsområde är Venezuela. Inga underarter finns listade i Catalogue of Life.